# SN 1999fm
SN 1999fm – supernowa typu Ia odkryta 3 listopada 1999 roku w galaktyce A023035+0109. W momencie odkrycia miała maksymalną jasność 23,60m.